# زفر الكبير
زفر الكبير قرية سورية تقع بريف أبو ظهور بمحافظة ادلب  عدد سكانها ما يقارب 1500 نسمة.